# AvaTrade
AvaTrade je irská burzovní brokerská společnost. Společnost nabízí obchodování na mnoha trzích včetně měn, komodit, fondových indexů, akcií, fondů obchodovaných na burze, opcí, kryptoměn a dluhopisů prostřednictvím svých obchodních platforem a mobilní aplikace. Společnost sídlí v Dublinu, správcovská společnost se nachází na Britských Panenských ostrovech. Dále má AvaTrade kanceláře v Tokiu, Miláně, Paříži, Sydney, Šanghaji a Ulánbátaru.

## Historie
AvaTrade byla založena jako Ava FX v roce 2006 Emanuelem Kronitzem, Negevem Nozackým a Finance Ltd.
V březnu 2011 společnost nabyla neamerické klienty brokera eForex. V červnu 2011 získala společnost zákazníky a zboží zákazníků mimo Evropskou unii od společnosti Finotec Trading UK Limited.
V roce 2013 změnila AvaFX svůj název na AvaTrade.

## Operace
AvaTrade nabízí spotové obchodování hlavně prostřednictvím MetaTrader 4 (MT4) a vlastního softwaru AvaTrader.
V srpnu 2013 představila AvaTrade obchodování s bitcoiny s CFD na platformách AvaTrader a MT4.

### Provoz
AvaTrade je v EU regulována Centrální bankou Irska, v Austrálii Australskou komisí pro cenné papíry a investice, v Japonsku Agenturou pro finanční služby, Sdružením pro finanční futures Japonska a Japonským sdružením pro komoditní futures a na Britských Panenských ostrovech Komisí pro finanční služby Britských Panenských ostrovů. Společnost nabízí své služby obchodníkům z různých zemí, s výjimkou USA, Nového Zélandu a Belgie.

## Kritika
V dubnu roku 2018 Správa pro záležitosti spotřebitelů a financí v Saskatchewanu vydala společnosti varování z důvodu používání neregistrované online platformy.